# Ayka
Pour plus de détails, voir Fiche technique et Distribution.
Ayka (en russe : Айка) est un film russo-franco-germano-polono-kazakho-chinois réalisé par Sergueï Dvortsevoï, son deuxième long métrage, sorti en 2018. Le film est en sélection officielle au Festival de Cannes 2018.

## Synopsis
Quatre jours dans la vie d'une jeune femme kirghize (25 ans), en situation plus très régulière, à Moscou, en plein hiver de neige, dans les années 2015-2018. 
Elle vient d'accoucher d'un bébé qu'elle abandonne à la maternité, dès son réveil, en s'enfuyant pas une fenêtre. 
Elle rejoint son logement, un squat kirghiz trop bien organisé, où elle dispose d'un morceau de pièce. 
Elle cherche à retrouver son travail, ou un nouveau. 
Mais elle souffre de son accouchement (hémorragie, absence d'allaitement...), de froid, de malnutrition. 
Et on la recherche, d'abord par téléphone : elle a soustrait 200 000 roubles (environ 2 700 euros en 2018) à un mafieux kirghiz, théoriquement pour monter un atelier de couture, et a disparu...

## Fiche technique
- Titre original : Айка
- Titre français : Ayka
- Titre anglais : The Little One
- Réalisation : Sergueï Dvortsevoï
- Scénario : Sergueï Dvortsevoï et Guennadi Ostrovsky
- Photographie : Jolanta Dylewska
- Montage : Sergueï Dvortsevoï et Petar Markovic
- Pays d'origine :  Russie,  France,  Allemagne,  Pologne,  Kazakhstan,  Chine
- Genre : drame
- Durée : Modèle:Nb 110 minutes
- Dates de sortie :
  - France : 18 mai 2018 (Festival de Cannes 2018), 16 janvier 2019 (sortie nationale)
  - Allemagne : 30 novembre 2018
  - Russie : 14 février 2019

## Distribution
- Samal Esljamova : Ayka

## Réception

### Accueil critique
En France, le site Allociné recense une moyenne des critiques presse de 2,4/5.
La réception critique de ce film terrible (davantage que les films des Frères Dardenne), tragique, sur des réalités contemporaines, à Moscou comme ailleurs, est excellente,,,.
Pour Clarisse Fabre du Monde, « Ayka, c'est Rosetta puissance 10, transportée à l'ère du téléphone portable dans la Russie contemporaine. [...] Le réalisateur montre une Russie sordide où triomphe la corruption. Un pays où les chiens sont mieux traités que les humains. [...] Le cinéaste ne recule devant rien. [...] C'est trop, bien sûr. Ce qui pouvait s'apparenter à un geste artistique il y a vingt ans, de la part des frères Dardenne, devient une succession de gestes attendus. ».
Pour Elisabeth Franck-Dumas de Libération, « Sergueï Dvortsevoy retrace avec moult détails sordides les affres d'une sans-papiers kirghize à Moscou [...] tout cela sous l'œil inquisiteur d’une caméra à l'épaule ne perdant pas une goutte de sueur perlant sur son front, comme si l'idée était de nous flanquer, à nous aussi, la nausée, pour qu'Ayka ne souffre pas seule. ».
Pour Thomas Choury de Critikat, « D'abord saisissant, le film donne la nausée à force de tout brutaliser à outrance, de son actrice au spectateur. [...] L'oppression de la forme et l'acharnement à martyriser un corps féminin et prolétaire, complètement livré à lui-même dans un monde forcément hostile et dangereux, partout et tout le temps, atteste de la bêtise d'Ayka, confondant objet et moyens, dénonçant explicitement les tombereaux de violences qui s'abattent sur les populations au bas de l'échelle tout n’en perdant pas une miette au montage, prétextant retranscrire la cruauté de la misère du monde tout en ne crachant pas sur les bénéfices de son exposition sur grand écran. ».

## Distinctions

### Récompenses
- Festival de Cannes 2018 : Prix d'interprétation féminine pour Samal Esljamova[9]
- Festival international du film d'Antalya 2018 : Prix d'interprétation féminine pour Samal Yeslyamova[10].
- 33e cérémonie des Nika : Nika de la meilleure actrice et Nika du meilleur montage